# Иноуэ, Юки
Ю́ки Ино́уэ (яп. 井上 祐樹) — японский кёрлингист.
В составе мужской сборной Японии участник чемпионата мира 2000. Чемпион Японии среди мужчин (2000). Участник чемпионата мира среди юниоров 2000.

## Достижения
- Чемпионат Японии по кёрлингу среди мужчин: золото (2000), серебро (1998).

## Команды
| Сезон   | Четвёртый        | Третий             | Второй           | Первый           | Запасной                                                               | Турниры                                            |
| ------- | ---------------- | ------------------ | ---------------- | ---------------- | ---------------------------------------------------------------------- | -------------------------------------------------- |
| 1997—98 | Nagao Tsuchiya   | Hideki Ogihara     | Katsuji Uchibori | Юки Иноуэ        | Tamotsu Matsumura                                                      | ЧЯМ 1998                                           |
| 1999—00 | Хироаки Касиваги | Кадзуто Янагидзава | Таканори Итимура | Кэйта Янагидзава | Юки Иноуэ тренеры: Акинори Касиваги (ЧМЮ, ЧМ), Kazuyuki Tsuchiya (ЧМЮ) | ЧМЮ 2000 (5 место) · ЧЯМ 2000 · ЧМ 2000 (10 место) |

(скипы выделены полужирным шрифтом)